# Lipofobie
Lipofobie (z řeckého "strach z tuku", λίπος lípos "tlustý" a φόβος phóbos "strach") je chemická vlastnost látek a znamená nerozpustnost v tucích, olejích a nepolárních rozpouštědlech. Tyto látky také tuky neabsorbují. Opačná vlastnost, tedy rozpustnost v tucích, se označuje jako lipofilie.
Lipofobie je vlastnost kapalných látek (například voda), které se nemísí s tuky a oleji, ale tvoří s nimi emulzi. Vzhledem k odlišné přitažlivosti se totiž molekuly obou kapalin shromažďují odděleně. Hlavním důvodem je to, že molekuly lipofobní kapaliny se navzájem přitahují mnohem silněji, než jsou přitahovány k molekulám tuku.
Nejběžnější lipofobní látkou je voda.

## Další pojmy
- Některé hydrofilní látky se dobře rozpouštějí ve vodě a jsou zároveň lipofobními látkami.
- Pojem amfifilní znamená, že látka je zároveň hydrofilní i hydrofobní. Některé povrchově aktivní látky jsou amfifilní (rozpustné v tucích i ve vodě) a mohou být použity ke smíchání lipofobních látek s tukem.
- Pojem oleofobní znamená odpuzování olejů z povrchů.

## Použití
Lipofobní povlaky jsou používané na dotykových obrazovkách mobilních telefonů a dalších zařízeních. Při dotyku prstů totiž dochází ke znečištění obrazovky kožními tuky a lipofobní povlak tomu zabraňuje.
Většina povlaků používaných na těchto zařízeních jsou pevné látky na bázi fluoropolymerů (podobné teflonu) a jsou lipofobní i hydrofobní.
Použití isopropylalkoholových ubrousků k čištění obrazovky by nemělo poškodit ani odstranit povlak.